# Peripsychoda crassepalpis
Peripsychoda crassepalpis és una espècie d'insecte dípter pertanyent a la família dels psicòdids que es troba a Austràlia: és un endemisme d'Austràlia Occidental.